# Masacre del cerro 303
La masacre del cerro 303 fue un crimen de guerra que tuvo lugar el 17 de agosto de 1950, en el marco de la guerra de Corea, en un cerro sobre Waegwan en el condado de Chilgok, en la provincia de Gyeongsang del Norte en Corea del Sur. Cuarenta y un prisioneros de guerra del Ejército de los Estados Unidos fueron ejecutados por miembros del Ejército Popular de Corea durante uno de los más pequeños enfrentamientos de la Batalla del Perímetro de Pusan.
Operando cerca de Daegu durante la Batalla de Daegu, miembros del 2º Batallón, 7.º Regimiento de Caballería, 1º División de Caballería del Ejército de los Estados Unidos fueron rodeados por las tropas norcoreanas que cruzaban el río Nakdong en el cerro 303. La mayor parte de las tropas estadounidenses pudieron escapar, pero una sección de operarios de morteros confundió a tropas norcoreanas como refuerzos del ejército surcoreano y fue capturada. Las tropas norcoreanas detuvieron a los estadounidenses en el cerro y los trataron bien en un inicio; sin embargo, una vez que tropas estadounidenses adicionales empezaron a avanzar hacia la posición de las norcoreanas intentaron movilizar a los prisioneros más allá del río y fuera del campo de batalla. Incapaces de hacerlo, las fuerzas norcoreanas fueron derrotadas y, durante su repliegue, uno de sus oficiales ordenó abatir a los prisioneros.
La masacre provocó una respuesta de ambos bandos en el conflicto. Comandantes estadounidenses emitieron mensajes radiofónicos y lanzaron panfletos que demandaban que los altos mandos norcoreanos se hicieran responsables del desastre. Los comandantes norcoreanos, preocupados por la forma en que sus soldados estaban tratando a los prisioneros de guerra, dispuso directrices más estrictas para el manejo de los cautivos enemigos. Posteriormente, se construyeron monumentos en el cerro 303 por tropas de la cercana base militar Camp Carroll para honrar a las víctimas de la masacre.

## Antecedentes

### Inicio de la guerra de Corea
Tras la invasión de la República de Corea (Corea del Sur) por su vecina del norte, la República Popular Democrática de Corea (Corea del Norte) y el posterior estallido de la guerra de Corea el 25 de junio de 1950, las Naciones Unidas decidieron entrar al conflicto del lado de Corea del Sur. Estados Unidos, como un miembro de la ONU, comisionó fuerzas terrestres a la península de Corea con el objetivo de defender a Corea del Sur de la invasión norcoreana y evitar el colapso surcoreano.
La 24º División de Infantería fue la primera unidad estadounidense enviada a Corea con la misión de enfrentar el shock inicial de los avances norcoreanos e impedir que las unidades norcoreanas ganaran tiempo que permitiera la llegada de refuerzos. En consecuencia, la división estuvo sola por varias semanas mientras intentaba retrasar a los norcoreanos y hacer tiempo para que la 1º División de Caballería, la 7º División de Infantería, junto con otras unidades del Octavo Ejército de los Estados Unidos, se trasladasen al campo de batalla. La avanzada de la 24º División de Infantería, conocida como la Fuerza de Tarea Smith, fue severamente derrotada en la Batalla de Osan el 5 de julio, el primer encuentro entre fuerzas estadounidenses y norcoreanas. Durante el primer mes después de esta derrota, la 24º División de Infantería fue repetidamente derrotada y forzada hacia el sur por el equipamiento y fuerzas superiores norcoreanas. Los regimientos de la 24º División de Infantería fueron sistemáticamente empujados hacia el sur en enfrentamientos en Chochiwon, Chonan y Pyongtaek. La División presentó una última batalla en Daejeon, donde fue casi completamente destruida, pero retrasó a las fuerzas norcoreanas hasta el 20 de julio. Para entonces, la fuerza de las tropas de combate del Octavo Ejército se equiparó aproximadamente a las fuerzas norcoreanas que atacaban la región, con nuevas unidades de la ONU llegando cada día.
Una vez que Daejeon fue capturada, las fuerzas norcoreanas empezaron a rodear el Perímetro de Pusan desde todos los lados en un intento por rodearlo. Luego, avanzaron sobre las posiciones de las Naciones Unidas con armamento y número superior, derrotando repetidamente a las fuerzas estadounidenses y surcoreanas y forzándolas más hacia el sur.